# Київська Русь (кінотеатр, Київ)
Кінотеа́тр «Ки́ївська Русь» — кінотеатр з найбільшим у Києві залом та екраном, що знаходиться на вул. Січових Стрільців, 93.
Історія кінотеатру «Київська Русь» починається в 1961 році, коли був побудований кінотеатр «Комунар» на Лук'янівці.
У 1982 році, до святкування 1500-річчя заснування Києва, на цьому місці збудували новий кінотеатр, який отримав назву «Київська Русь». Відкриття його було прив'язане до святкувань. Кінотеатр «Київська Русь» швидко завоював прихильників серед любителів кіномистецтва і став в один ряд з найкращими кінотеатрами Києва.
1990 року, коли в Києві проходив фестиваль британського кіно, на сцену кінотеатру «Київська Русь» піднімалися зірки світового кінематографа: Ліндсей Андерсен, Малкольм Мак Дауел; своїм візитом вшанували кінотеатр принцеса Діана і Маргарет Тетчер.
1997 року кінотеатр повністю оновили. У Синьому залі встановили сучасну систему Dolby Surround, нові глядацькі крісла, з'явився новий екран розміром 4х9 метрів. Великий зал кінотеатру також був оновлений, і у 2002 році знову прийняв глядачів.

Панно на фасаді

У кінотеатрі «Київська Русь» два сучасних кінозали:
- Великий зал — 1192 місця, найбільший екран в Україні — 26×11 м.
- Малий зал — 176 місць, звук Dolby Digital Surround EX.